# One for the Kids
One for the Kids è il terzo album degli Yellowcard, pubblicato nel 2001 tramite Lobster Records. È il primo album completo della band in cui a cantare è Ryan Key, nonché il primo a raggiungere un più ampio consenso di pubblico, essendo la prima volta che la band è sotto contratto con una etichetta professionale. Le canzoni Star Struck, Drifting, Something of Value, Trembling, Big Apple Heartbreak, October Nights, Rock Star Land, For Pete's Sake e A.W.O.L. sono state inserite nella colonna sonora del videogioco per Xbox Amped.
Ryan Key ha affermato che Sureshot parla in modo autobiografico di come ci si sente ad essere arrivati in una posizione invidiabile attraverso la musica, dopo che per anni si era stati presi in giro o sminuiti perché non si era atletici e spacconi come le star della scuola. Dopo la bonus track acustica Rough Draft, l'album contiene una traccia silenziosa di circa due minuti ed una ghost track di 58 secondi senza titolo.

## Tracce
Testi di Ryan Key, musiche di Yellowcard.
1. Star Struck – 2:47
2. Drifting – 3:28
3. Something of Value – 3:30
4. Trembling – 2:26
5. Sureshot – 3:18
6. Big Apple Heartbreak – 3:43
7. Cigarette – 3:52
8. October Nights – 3:29
9. Rock Star Land – 3:39
10. For Pete's Sake – 3:51
11. A.W.O.L. – 3:00
12. Rough Draft – 4:13 – traccia bonus
13. (traccia nascosta senza titolo) – 3:28

## Formazione

### Band
- Ryan Key - voce e chitarra
- Ben Harper - chitarra
- Sean Mackin - violino e voce
- Warren Cooke - basso
- Longineu Parsons III - batteria

### Personale aggiuntivo
- Rodney Wirtz - viola
- Alicia Day - violoncello
- Darian Rundall - produzione, ingegneria e mixaggio presso Stall No. 2 (Redondo Beach)
- Nick Rucker - registrazione di Rough Draft presso The Ruck (Goleta)
- Mark Chalecki - Masterizzazione presso Capitol Records (Hollywood)
- Michael Johansen - design e layout
- Tracy Densford - Fotografia